# Camarosporium coronillae
Camarosporium coronillae är en svampart som först beskrevs av Sacc. & Speg., och fick sitt nu gällande namn av Pier Andrea Saccardo 1878. Camarosporium coronillae ingår i släktet Camarosporium, ordningen Botryosphaeriales, klassen Dothideomycetes, divisionen sporsäcksvampar och riket svampar.   Inga underarter finns listade i Catalogue of Life.